# Stanisław Żółkiewski (wojewoda ruski)
Stanisław Żółkiewski herbu Lubicz (zm. 25 lipca 1588) – kasztelan halicki (1580) i wojewoda ruski (1581), podstarości bełski, ojciec hetmana koronnego Stanisława Żółkiewskiego.

## Życiorys
Był synem Stanisława Żółkiewskiego, podkomorzego bełskiego, bratankiem Mikołaja, chorążego bełskiego. Urodził się około 1520 roku; data ta wynika z inskrypcji na nagrobku, według której żył 68 lat.
Stanisław miał brata Mikołaja. Bracia walczyli wspólnie w czasie wojny Stefana Batorego z Gdańskiem, a także we wszystkich kampaniach przeciwko Iwanowi IV, gdzie Stanisław dowodził jazdą kanclerza Jana Zamoyskiego.
Stanisław był towarzyszem w latach 1536–1537, a następnie rotmistrzem w latach 1563–1566 obrony potocznej. Stanisław odziedziczył po ojcu znaczny majątek – wieś Turynka w ziemi lwowskiej, Wolę i Niestawice w ziemi chełmskiej oraz wraz z bratem został właścicielem trzech innych wsi w ziemi chełmskiej. Dzięki oszczędnej gospodarce powiększał majątek, zakładał folwarki i prowadził nowoczesną gospodarkę towarowo-pieniężną. W 1566 od spokrewnionego z nim Andrzeja Wysockiego nabył wieś Winniki w ziemi lwowskiej, a w posagu żony Zofii Lipskiej z Goraja otrzymał wsie Sawczyn i część Koskowa w ziemi bełskiej. W 1566 od Wysockiego otrzymał cztery dalsze wsie w rejonie Winnik w formie darowizny za spłacenie długów i zaspokojenie roszczeń sukcesorów. Był posłem województwa bełskiego na sejm 1569 roku.
Po śmierci pierwszej żony po roku 1570 ożenił się z Anną Sokołówną, spadkobierczynią Andrzeja Wysockiego i związek ten miał charakter materialny. W 1578 Żółkiewski był właścicielem 17 wsi w ziemi lwowskiej i 6 w ziemiach: bełskiej, przemyskiej i powiecie krasnystawskim. W 1580 od rodu Kamienieckich kupił kolejne 7 miejscowości, w tym Brody, dla których w 1584 uzyskał prawa miejskie. W sąsiedztwie Brodów wzniósł na bagnistym terenie zamek, który nazwał Lubiczem od nazwy rodowego herbu.
Po śmierci drugiej żony ożenił się po raz trzeci z Elżbietą z Drohojowskich, wdową po kasztelanie lwowskim Stanisławie Herburcie i Hieronimie Krzeczkowskim. W posagu wniosła miasteczko Kukizów koło Lwowa, sprzedane później Zebrzydowskim.
Żółkiewski zyskał dużą popularność wśród okolicznej szlachty i kilka razy wybierany był na posła do sejmu. Poseł województwa bełskiego na sejm warszawski 1556/1557 roku, sejm 1569 roku, sejm koronacyjny 1576 roku, sejm 1578 roku. Podpisał akt unii lubelskiej. W czasach Stefana Batorego związał się z obozem politycznym Jana Zamoyskiego, a zarazem służył królowi. Prawdopodobnie z uwagi na karierę nawrócił się z prawosławia i został żarliwym katolikiem. W wierze tej wychowywał trójkę swoich dzieci z pierwszego małżeństwa: Mikołaja, Stanisława i Annę. Historyk Wacław Sobieski uważał jednak, że pogląd o przejściu tego członka rodu z prawosławia na katolicyzm jest błędem pochodzącym od nadinterpretacji źródeł innego historyka Juliana Bartoszewicza, a Stanisław Żółkiewski mimo wyznania katolickiego starał się przejściowo jedynie o prawosławne władyctwo dla osiągnięcia korzyści z niego wynikających. Była to częsta praktyka wśród ówczesnych rodów katolickich na Rusi Koronnej i nie powinna być interpretowana jako dowód wcześniejszego prawosławnego wyznania.
Dzięki protekcji Zamoyskiego po zmarłym bracie w 1578 został starostą medyckim, w 1580 kasztelanem halickim, w 1581 wojewodą ruskim. Pod koniec życia posiadał ponad 30 wsi i tytuł senatora.
Zmarł w roku 1588 i pochowany został w katedrze lwowskiej.